# Leandro Garate
Leandro Julián Garate (* 2. September 1993 in Villa Constitución) ist ein argentinischer Fußballspieler auf der Position des Mittelstürmers.

## Karriere
Leandro Garate wechselte in die Jugend von River Plate auf Empfehlung von Sergio Berti. Mit River Plate gewann der junge Argentinier 2012 die Copa Libertadores der U-20-Mannschaften. Im Alter von 18 Jahren ging er ablösefrei zu CA Tigre und 2016 zum norwegischen Klub Sandefjord Fotball, blieb dort allerdings ohne Ligaeinsatz.
Im April 2017 wechselte er zurück nach Argentinien und spielte fortan für den Viertligisten Deportivo Rincón de los Sauces. Im Januar 2018 wurde Garate vom CA Brown aus der Primera B Nacional verpflichtet. Anfang 2019 ging er zu Ligakonkurrent Arsenal de Sarandí, mit denen er die Meisterschaft der Primera B Nacional gewann. Beim 1:0-Erfolg über CA Sarmiento zur Meisterschaft schoss Garate das Tor des Tages. Dadurch stieg Arsenal de Sarandí in die Primera División auf. Im Juli 2019 schloss sich Garate dem chilenischen Zweitligisten AC Barnechea an, für das er drei Jahre spielte. Anfang 2021 ging er zum Absteiger und nun Ligarivalen Coquimbo Unido. Mit den Piraten gewann er die Zweitliga-Meisterschaft und schaffte somit den Aufstieg in die Primera División. Mit 12 Saisontoren hatte Garate einen großen Anteil am Erfolg. Dies weckte die Begehrlichkeit vom Erstligaverein Unión Española, der Garate im Januar 2022 unter Vertrag nahm.

## Erfolge
River Plate 
- Sieger der Copa Libertadores (U-20): 2012

 Arsenal de Saraní
- Meister der Primera Nacional B: 2018/19

Coquimbo Unido
- Meister der Primera B: 2021